# (473029) 2015 HH68
(473029) 2015 HH68 es un asteroide perteneciente al cinturón de asteroides, descubierto el 24 de septiembre de 2008 por el equipo del Mount Lemmon Survey desde el Observatorio del Monte Lemmon, Arizona, Estados Unidos.

## Designación y nombre
Designado provisionalmente como 2015 HH68.

## Características orbitales
2015 HH68 está situado a una distancia media del Sol de 2,688 ua, pudiendo alejarse hasta 2,828 ua y acercarse hasta 2,548 ua. Su excentricidad es 0,052 y la inclinación orbital 6,496 grados. Emplea 1610 días en completar una órbita alrededor del Sol.

## Características físicas
La magnitud absoluta de 2015 HH68 es 16,788.